# Doctrine Giedroyc

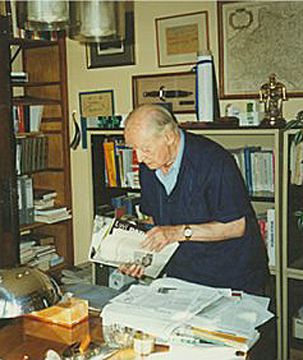
Jerzy Giedroyc (Maisons-Laffitte, 1997).

La doctrine Giedroyc (polonais : doktryna Giedroycia) est une doctrine politique appelant à la réconciliation entre les pays d'Europe centrale et orientale. Elle est développée par des émigrés polonais d'après-guerre, et appelée ainsi d'après le nom de Jerzy Giedroyc.

## Conception

### Histoire
Jerzy Giedroyc a développé cette doctrine dans les années 1970 avec Juliusz Mieroszewski dans le journal Kultura (la doctrine est parfois appelée la doctrine Giedroyc-Mieroszewski), et d'autres émigrés du groupe « Maisons-Laffitte,,,, ». Cette doctrine est comparable au projet « prométhéiste » de Józef Piłsudski.

### Thèse
Cette doctrine considère que la Pologne doit abandonner toute ambition impériale et accepter les frontières de l'après-guerre,,. Elle appelle à l'indépendance de la Biélorussie et de l'Ukraine et à refuser tout traitement spécial pour la Russie,. Cette doctrine n'est pas hostile à la Russie, mais souhaite que la Russie et la Pologne abandonnent l'affrontement pour la domination des pays d'Europe orientale — les États baltes, la Biélorussie, l'Ukraine (d'où le fait que la doctrine a un second nom : la « doctrine ULB » pour « Ukraine, Lithuania, Belarus »),,,.
La doctrine est favorable à l'entrée de la Pologne au sein de l'Union européenne, qu'elle intègre en 2004, et à la sortie des pays d'Europe centrale et de l'Est de la sphère d'influence russe. Après la chute du communisme en 1989, la doctrine fait partie intégrante de la politique extérieure de la Pologne,,. Dans le même esprit, Varsovie a soutenu l'adhésion ukrainienne à l'Union européenne et à l'OTAN. La doctrine également provoqué des tensions entre Moscou et Varsovie.  
La doctrine a été remise en question par certains politiques et observateurs, particulièrement au XXIe siècle. Certains commentateurs affirment qu'elle a été abandonnée par le ministère des Affaires étrangères quand d'autres pensent qu'elle est toujours source d'inspiration,.